# Kim Jae-bum
Kim Jae-Bum (hangul: 김재범; Gyungbuk, 25 de janeiro de 1985) é um judoca sul-coreano.
Suas principais conquistas foram a medalha de ouro no Campeonato Mundial de Judô de 2010 e a medalha de prata nos Jogos Olímpicos de Verão de 2008 em Pequim.
Foi campeão olímpico nos Jogos Olímpicos de Verão de 2012 em Londres.